# Rudolf Capell

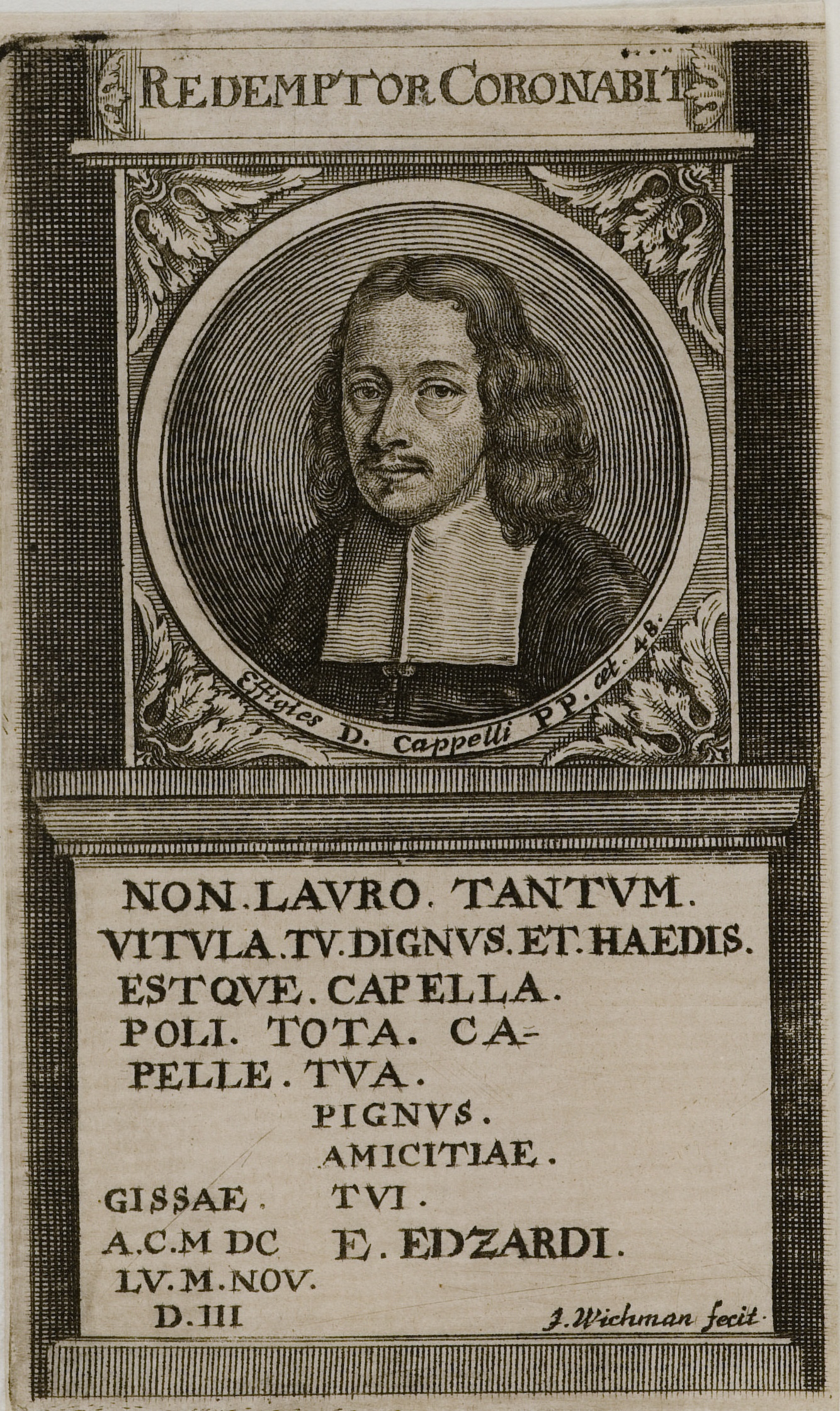
Kupferstich von Joachim Wichmann

Rudolf Capell (* 24. Januar 1635 in Hamburg; † 24. April 1684 in Hamburg) war ein deutscher Pädagoge, Historiker und Philologe.

## Leben
Geboren als Sohn des Hamburger Predigers Jodocus Capell, besuchte Rudolf ab 1652 die Universität Rostock, dann die Universität Wittenberg sowie die Universität Gießen und erwarb sich 1656 die Magisterwürde. Nach dem Besuch anderer Akademien kehrte er nach Hamburg zurück, wo er im Februar 1660 die Professur für Beredsamkeit am akademischen Gymnasium erhielt. Diese Professur tauschte er 1675 mit der Professur für Geschichte und griechische Sprache. Capell genoss zu seiner Zeit im In- und Ausland einen Ruf als einer der gelehrten Männer seiner Zeit. Am Ende seines Lebens hatte er vor allem mit den intriganten Anfeindungen eines Kollegen zu kämpfen.
Insgesamt veröffentlichte Capell auf historischem und philologischem Gebiet 97 Abhandlungen.

## Werke
- Nummophylacium luederianum, antiquum & recentius, Horis Curisque Subcisivis, in Sciagraphia exhibitum & usui accommodatum …  Hamburg 1678

Siehe auch: Das Hamburger Schriftstellerlexikon. Band 1. S. 500–506